# Nina Wang
Nina Wang (Shanghai, 29 september 1937 - Hongkong, 3 april 2007) was een Chinese zakenvrouw uit Hongkong die stond geboekstaafd als de rijkste vrouw van Azië. Haar vermogen was 13 miljard dollar (10 miljard euro) waarmee zij de rijkste vrouw van  Azië was.
Ze was getrouwd met de Chinese zakenman Teddy Wang die in het begin van de jaren zeventig het chemiebedrijf Chinachem Group had opgericht waarvan met name de farmaceutische afdeling winstgevend was. De onderneming behoorde tot de grootste van Hongkong. In 1990 werd hij - voor de tweede maal - ontvoerd en nam zijn vrouw de bedrijfsleiding op zich. Zij vormde de onderneming om tot een grote projectontwikkelaar op het gebied van vastgoed die honderden torenflats in Hongkong bouwde waaronder de Nina Tower I, een van de hoogste gebouwen in Azië.
Omdat er van haar man geen levensteken meer werd vernomen werd deze in 1999 officieel dood verklaard. Er ontbrandde vervolgens een strijd om de erfenis tussen Nina Wang en haar schoonvader. Eerste beschikte over een handgeschreven testament en na een acht jaar durend juridisch gevecht won zij in 2005 de door haar schoonvader aangespannen rechtszaak, viel het fortuin van haar doodverklaarde man haar toe en werd haar naam gezuiverd.
Nina Wang die vanwege haar twee paardenstaarten en haar voorliefde voor traditionele Chinese jurken een opvallende verschijning was, was al een tijdlang ziek alvorens ze op 69-jarige leeftijd in 2007 aan kanker overleed.
Na haar dood begon opnieuw een jarenlange strijd om de erfenis, nu tussen haar geliefde Toni Chang en de Nina Wang Foundation. Op 1 februari 2010 wees een rechtbank in Hongkong de 2 miljard dollar toe aan de liefdadigheidsorganisatie.